# Hoogstuk
Het Hoogstuk is een straat in Brugge.

## Beschrijving
Op een plek die hoger lag dan de rest van de wijk Ten Hooie was het onvermijdelijk dat men de daar ontstane weg het Hoogstuk ging noemen.
Vroege vermeldingen van de naam:
- in 1339 had de stadsrekening het over een brand up 't Hoghe Stic bi der Gansstrate;
- 1419: bi den hoochsticke;
- 1511: bi den hochsticke ten hoye;
- 1549: een jeghenoode gheheeten 't Hooghe Stick;
- 1561: op 't Hoochstick by Boninswal.

Het Hoogstuk liep van de Ganzenstraat tot aan de Gentpoort. Het graven van de Coupure in 1751-'52 onderbrak deze lange straat, en voortaan liep (en loopt) het Hoogstuk van de Ganzenstraat tot aan de Predikherenrei.
De naam is geen zeldzaamheid. Het lag voor de hand om alles wat enigszins hoger lag, het 'Hoogstuk' te noemen. Karel De Flou heeft er tientallen opgetekend, alleen al in westelijk Vlaanderen, in allerhande varianten van Hoghe stuck, Hoghestick, Hoogstick, Hoochstik enz. Het gaat hier duidelijk om een plaatsnaam waar nooit het woord 'straat' is aan toegevoegd, ook al is het een straat als een ander.
De Franse administratie wist niet goed hoe dit te vertalen en maakte er dan maar 'Rue de la Colline' van, hoewel 'heuvel' wat te 'hoog' gegrepen was in het vlakke landschap.